# Crosshouse
Crosshouse är en ort i Storbritannien.   Den ligger i kommunen East Ayrshire och riksdelen Skottland, i den centrala delen av landet, 500 km nordväst om huvudstaden London. Crosshouse ligger 33 meter över havet och antalet invånare är 2 418.
Terrängen runt Crosshouse är platt. Runt Crosshouse är det ganska tätbefolkat, med 78 invånare per kvadratkilometer. Närmaste större samhälle är Kilmarnock, 3,5 km öster om Crosshouse. Trakten runt Crosshouse består i huvudsak av gräsmarker.